# Зауломское
Зауломское — озеро в России, располагается на территории Кирилловского района Вологодской области. Входит в состав Северо-Двинской водной системы.
Площадь водной поверхности озера равняется 5,2 км², по другим данным — 6 км². Уровень уреза воды находится на высоте 116 м над уровнем моря. Средняя глубина составляет 3,5 м, наибольшая — 10 м. У озера несколько заливов и островов. Ведётся промысловый лов леща, развито любительское рыболовство.
Код объекта в государственном водном реестре — 08010200311110000004059.